# ルクレティウス氏族

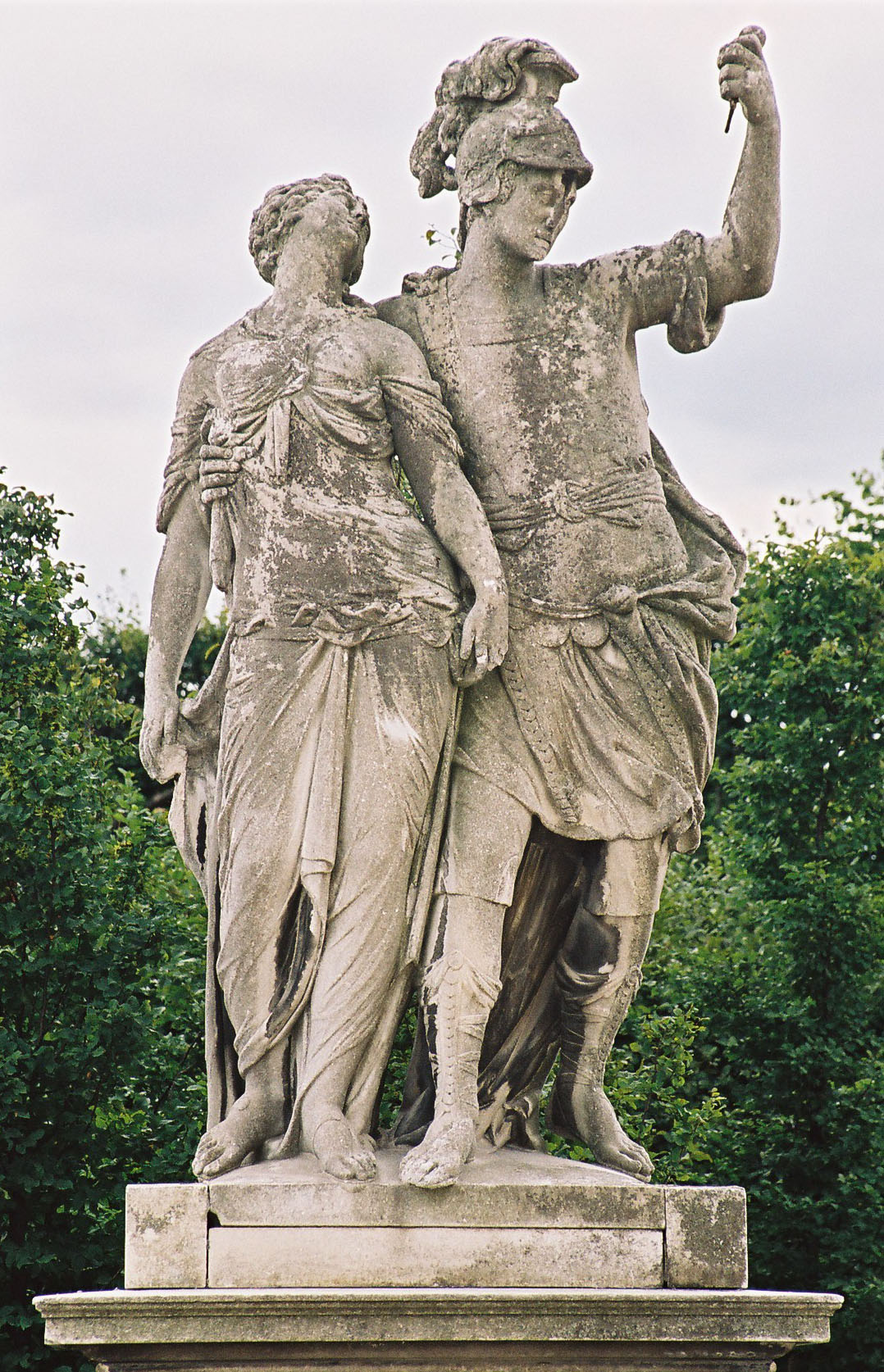
ルクレティアの遺体を抱きかかえるルキウス・ユニウス・ブルトゥス
シェーンブルン宮殿, ウィーン

ルクレティウス氏族 （ラテン語: gens Lucretia）は、共和政ローマの有名な氏族である。元々はパトリキ出身ではあるが、徐々にプレブスも取り込んでいった。ルクレティウス氏族は最も古い氏族の一つで、氏族の娘が王政ローマ第2代の王ヌマ・ポンピリウスの妻となっている。紀元前509年、共和政の最初の年に氏族から初の(補充)執政官スプリウス・ルクレティウス・トリキピティヌスを出した

## 個人名
パトリキのルクレティウス氏族は個人名としてティトゥス、スプリウス、ルキウス、そしてプブリウスを好んだ。他にはホストゥスを名乗った数少ない氏族の一つであり、ウェルギニウス氏族の好んだオピテルを名乗るものもいた。
プレブス系の氏族ではルキウス、マルクス、スプリウス、そしてクイントゥスを名乗るものが多かった。他にガイウス、グナエウス、ティトゥスといった名も見られる

## 枝族と家族名
パトリキ系の家名はただ一つ、トリキピティヌス家である。プレブス系にはガッルス家、オフェッラ家、ウェスピッロ家が知られる。 カルス家からは紀元前1世紀に詩人のルクレティウスを出した。他に家族名のない一族出身者も少数いる 

## メンバー
- ルクレティア： 王政ローマ二代目の王ヌマ・ポンピリウスの妻。幾人かの歴史家によれば、王位に就いてからの結婚だったという[3]
- ルキウス・ルクレティウス： 紀元前218年のクアエストル。 第二次ポエニ戦争の緒戦で他の司令官共々捕えられ、ハンニバルに引き渡された
- マルクス・ルクレティウス： 紀元前210年の護民官, 同年の独裁官指名に関する紛争ではプレブスの意向も取り入れるように提案[4]
- スプリウス・ルクレティウス： 紀元前205年のプラエトル。 第二次ポエニ戦争中、アリミヌム(後のガリア・キサルピナ属州)を管轄した。紀元前203年にはハンニバルの弟マゴに破壊されたゲヌアを復興させた
- ガイウス・ルクレティウス・ガッルス： 紀元前171年のプラエトル。第三次マケドニア戦争では海軍を指揮する。翌年残虐行為で告発され、重い罰金を課された[5][6]
- マルクス・ルクレティウス： 紀元前172年の護民官。 前年に接収されていたカンパニアの公有農地を貸し出すべきとする法案を提出。翌年、プラエトルとしてギリシアに赴任していた兄ガイウスの下でレガトゥスとして仕える
- スプリウス・ルクレティウス： 紀元前172年のプラエトル。ヒスパニア・ウルテリオル属州を管轄。第三次マケドニア戦争中の紀元前169年には執政官クイントゥス・マルキウス・ピリップスの下で功績を上げた。 まだ子供だったセレウコス朝のアンティオコス5世を傀儡とするため、紀元前162年元老院によってシリアへ送られた三人のうちの一人[7][8]
- グナエウス・ルクレティウス・トリオ： 紀元前136年前後の貨幣鋳造三人委員
- クイントゥス・ルクレティウス・オフェッラ： ルキウス・コルネリウス・スッラ配下の将軍。紀元前82年に小マリウスが籠るプラエネステを制圧し、元老院議員以外のローマ市民と女子供の捕虜は助命したが、ローマ市民以外の男の捕虜は虐殺したと伝えられる。 その後、執政官に指名されなかったため、スッラの定めたLex Cornelia de magistratibusを破り執政官になろうとしたため処刑された
- ルキウス・ルクレティウス・トリオ： 紀元前76年前後の貨幣鋳造三人委員
- マルクス・ルクレティウス： 元老院議員。 シキリア総督ウェッレスの弾劾裁判で裁判官に留任されたが、買収の疑いがあった[9]
- ティトゥス・ルクレティウス・カルス： 紀元前1世紀の著名な詩人。『事物の本性について（英語版）』を記す
- クイントゥス・ルクレティウス： ガイウス・カッシウス・ロンギヌスの親友で元老院派。ローマ内戦時、自身の部隊がアントニウスに寝返ってしまったため、スルモの町から脱出した[10][11]

### トリキピティヌス家
- ティトゥス・ルクレティウス・トリキピティヌス： 紀元前509年の執政官スプリウスの父
  - スプリウス・ルクレティウス・トリキピティヌス： 元老院議員で、おそらく王政ローマ最後の王タルクィニウス・スペルブスの下でローマのプラエフェクトゥスを務めた。タルクィニウス追放後は史上初の補充執政官の一人としてブルトゥスの代わりに選出されたが、その直後に死去[12][13][14][15]
    - ルクレティア： スプリウスの娘で、共和政ローマ初の執政官の一人でもあったルキウス・タルクィニウス・コッラティヌスの妻。貞淑さで知られたが、紀元前509年にタルクィニウス傲慢王の子セクストゥス・タルクィニウスに強姦され、その事件が元となって王族の追放と共和政の樹立が起こった[16][17]
    - ティトゥス・ルクレティウス・トリキピティヌス： 紀元前508年の執政官。タルクィニウス傲慢王を匿ったエトルリアの都市クルシウムの王ラルス・ポルセンナと戦い、負傷した。504年にも執政官に再選され、サビニ族との戦争を終結させた[18][19]
      - ルキウス・ルクレティウス・トリキピティヌス： 紀元前462年の執政官。ウォルスキ族に勝利し凱旋式を挙行。翌年、元老院派としてプレブスに危害を加え裁判にかけられていたキンキナトゥスの息子カエソを庇った。紀元前449年には十人委員会廃止に賛同[20][21]
        - ホストゥス・ルクレティウス・トリキピティヌス： 紀元前429年の執政官。 シケリアのディオドロスによると、彼の個人名はオピテルであったという [20][22]
          - プブリウス・ルクレティウス・トリキピティヌス： 上記ホストゥスの息子。紀元前419年と417年の執政武官[23]
- ルキウス・ルクレティウス・トリキピティヌス・フラウス： 紀元前393年の執政官。391年、388年、383年と381年には執政武官も務める。執政官としてはアエクイ族を征服。 プルタルコスによると、彼は後の元老院第一人者のように、議会で最初に発言する特権を持っていた[24][25]

### ウェスピッロ家
- ルクレティウス・ウェスピッロ： 紀元前133年のアエディリス。 ティベリウス・グラックスの遺体をティベリス川に投げ込み、貧民の死体を運び出す者という意味のあだ名で呼ばれるようになった[26][27]
- クィントゥス・ルクレティウス・ウェスピッロ： 雄弁家で法律家であったが、スッラに危険視され処刑された[28][29]
- クィントゥス・ルクレティウス・ウェスピッロ： 内戦中はグナエウス・ポンペイウスの艦隊に勤務。 紀元前43年の第二回三頭政治中には危険視され追放されたが、ほとぼりが冷めるまで妻のスリアに匿われた。紀元前19年には補充執政官となった[30][31][32][33]